# Кинематограф Уругвая
Кинематограф Уругвая — один из видов художественного творчества Уругвая, национальный стиль и способ подачи кинематографического материала, а также экономические взаимоотношения, связанные с процессом производства и прокатом созданных произведений.
Большое влияние на уругвайский кинематограф исторически оказывало соседнее аргентинское и бразильское кино.
За последние 25 лет количество и профессионализм национальных кинопроизведений значительно выросли. Кроме того, Уругвай выбран в качестве предпочтительного места для съемок многих зарубежных аудиовизуальных произведений.

## История
Первый фильм был показан в 1896 году, а снят в 1898 году («Гонка на велодроме Арожо Секо», Una Carrera de Ciclismo en el Velodromo de Arroyo Seco). Однако считается, что первой национальной картиной была лента под названием «Души берега» (1923, Almas de la costa), снятая режиссёром Хуан Антонио Борхесом, поскольку предыдущий период связан с доминированием аргентинского кино. До 1930-х снимались, в основном, документальные ленты, но с приходом экономической депрессии производство остановилось и ожило только после второй мировой войны. За период с 1936 по 1959 годы снято около десятка полнометражных фильмов. Конец 50-х и 60-е отмечены приходом неореализма и отсутствием аргентинского влияния, кроме более ранних работ Фернандо Бирри. Полнометражные драмы возникли только в 1980-х и рассказывали о гаучо: «Гури» (1980, Guri) и «Убийство Венансио Флорес» (1982, Mataron a Venancio Flores).
После установления демократии несколько малобюджетных фильмов оказались успешными среди зрителей и критиков: «La historia casi verdadera de Pepita la Pistolera», (1993) реж. Беатрис Флорес Сильва; «Дирижабль» (1994, El Dirigible) реж. Пабло Дотта; «Способ танца» (1997, Una forma de bailar) реж. Альваро Буэла.
В стране выходят «La memoria de Blas Quadra», (2000) и «Южная звезда» (2002, Estrella del Sur) режиссёра Луиса Ниэто; комедийный фильм «25 Ватт» (2002) режиссёрского дуэта Пабло Столла и Хуан Пабло Ребежа и чёрная комедия «Виски» (2003, Хуан Пабло Ребежа), завоевавшая приз на Каннском кинофестивале. Ещё одна комедия «Туалет Папы» (2007), режиссёров Сезара Чарлоне и Энрике Фернандеса, рассказывает о подготовке к приезду Папы в провинциальный городок. Комедия «Плохой день для рыбалки» (2009, Mal día para pescar) завоевала призы и стала номинантом многих престижных фестивалей.

## Актёры и актрисы
Наиболее известной во всём мире уругвайской актрисой является Наталия Орейро. Также определённую известность имеет Чина Соррилья, получившая приз на ММКФ в 2004 году за фильм «Разговоры с мамой». Многие уругвайские актёры и актрисы делают карьеру в Уругвае и Аргентине одновременно. Совместные работы Уругвая заметны в фильмах «Pizza, birra, faso» Адриана Каэтано, либо в других латиноамериканских странах. Так, уругвайка по происхождению, Барбара Мори, стала звездой кино и телевидения, живя и работая исключительно в Мексике, хотя гражданство этой страны она получила лишь спустя 4 года после своего дебюта на ТВ.